# کلیو (کالیفرنیا)
کلیو (به انگلیسی: Clio) یک منطقهٔ مسکونی در ایالات متحده آمریکا است که در شهرستان پلوماس، کالیفرنیا واقع شده‌است. کلیو ۱٫۴۹۱ کیلومتر مربع مساحت و ۶۶ نفر جمعیت دارد و ۱٬۳۴۶ متر بالاتر از سطح دریا واقع شده‌است.